# Alexander von Graeve
Alexander Josef Karl von Graeve (* 10. Juli 1818 in Baben; † 30. Januar 1883 in Karlshof) war Landwirt und Mitglied des Reichstags des Norddeutschen Bundes.

## Herkunft
Seine Eltern waren Karl Edler von Graeve (* 1790; † 21. Dezember 1853) und dessen Ehefrau Johann von Jeziorkowska (* 24. Mai 1801; † 11. Februar 1857).

## Leben
Alexander von Graeve besuchte die Gymnasien zu Breslau und Posen und studierte in Jena und Berlin Rechtswissenschaften und Cameralia. Ab 1846 war er Landwirt auf Borek bei Koschmin.
Von 1867 bis 1871 war er Mitglied des Reichstags des Norddeutschen Bundes und des Zollparlaments für den Wahlkreis Posen 9 (Krotoschin) und die Polnische Fraktion.